# Mário Faustino
Mário Faustino dos Santos e Silva (Teresina, 22 de outubro de 1930 — Lima, 27 de novembro de 1962) foi um jornalista, tradutor, crítico literário e poeta brasileiro. Ficou conhecido por seu trabalho de divulgação da poesia no Jornal do Brasil quando assinava o Suplemento Dominical do Jornal do Brasil, na seção Poesia-Experiência. Publicou apenas um livro de poesia, O Homem e sua Hora (1955). 
Morreu com apenas 32 anos de idade num desastre aéreo no Peru.

## Biografia
Realizou a maior parte de seus estudos em Belém, onde se tornou redator e cronista de A Província do Pará, de 1947 a 1949, e, em seguida, de A Folha do Norte, de 1949 a 1956, onde foi chefe de redação. No suplemento literário de A Folha do Norte, reuniu uma geração de jovens escritores, poetas e críticos, como Haroldo Maranhão (1927-2004), Oliveira Bastos (1933-2006), Benedito Nunes (1929-2011), Max Martins (1926-2009), Rui Barata (1920-1990) e o norte-americano Robert Stock (1923-1981), então residente na capital paraense. Clarice Lispector (1925-1977), que nessa época morava na cidade, também colaborou no suplemento, que mantinha intensa conexão com os intelectuais do eixo Rio-São Paulo. Em paralelo à atividade jornalística, Faustino cursou a faculdade de direito, que, todavia, abandonou no terceiro ano. Nesse período, recebeu uma bolsa do Institute of International Education para estudar teoria literária e literatura norte-americana no Pomona College, Claremont, Estados Unidos, onde viveu de 1951 a 1953. 
Em 1955, publicou seu primeiro e único volume de poemas, O Homem e sua Hora. Mudou-se definitivamente para o Rio de Janeiro em 1956 e começou a trabalhar como professor-assistente na Escola de Administração da Fundação Getúlio Vargas (FGV). Tornou-se editorialista do Jornal do Brasil (JB) e colaborou no Suplemento Dominical (SDJB), criado com base em um programa radiofônico, na Rádio Jornal do Brasil. Ganhou notoriedade como crítico literário no Suplemento Dominical do Jornal do Brasil.
Entre 1956 e 1959, assinou nesse suplemento a página "Poesia-Experiência", dedicada exclusivamente à reflexão sobre a tradição, a teoria e a prática poéticas. 
Assis Brasil, em seu estudo sobre “A nova literatura”, cita o ano de 1956 como marco dessa revolução estética, devido ao lançamento, do Suplemento Dominical do Jornal do Brasil (SDJB), do qual Mário Faustino participou com a página Poesia-Experiência e “onde foram travados os principais debates sobre o concretismo”.
Seu "lema era Repetir para aprender, criar para renovar (não deixa de ser miserável que o Brasil viva, até na política, quarenta anos depois, tempos que fazem a apologia do improviso). Ali publicou tanto jovens poetas — alguns de vanguarda, sim, a exemplo dos concretistas — como nomes já consagrados da literatura. Numa única página podiam-se encontrar o então iniciante José Lino Grunewald, um experimentalista como Antonin Artaud e ninguém menos que Sá de Miranda".
Em fins de 1959, decepcionado com os rumos tomados pelo suplemento, desistiu da militância literária e passou a dedicar-se exclusivamente à redação e ao editorial do jornal.
Com a interrupção da página, surgiram várias propostas de trabalho no país, mas Mário optou pelo posto de jornalista no Departamento de Informação da Organização das Nações Unidas (ONU), em Nova York, entre 1960 e 1962. Ao retornar ao Brasil, assumiu, por curto período, o cargo de editor-chefe da Tribuna da Imprensa, que foi comprado pelo JB. Em novembro de 1962, teve de viajar novamente a Nova York, como correspondente internacional do JB. Não chegou, no entanto, ao seu destino, pois foi uma das vítimas fatais da queda do Voo Varig 810. 
Traduziu Ezra Pound e Robert Stock para o português.

## Obras
- O Homem e sua Hora (1955)[5]
- Poesia de Mário Faustino, antologia poética (1966, póstumo)
- Os Melhores Poemas de Mário Faustino (1985, póstumo)
- Poesia - Experiência (1976, póstumo) editora Perspectiva